# 岡山農工站
岡山農工站位於高雄市岡山區，為高雄捷運紅線（岡山路竹延伸線）的捷運車站。

## 車站概要
車站代碼為RK2。站區位於岡山路與河華路口，岡山農工附近。

## 車站構造
高架車站，一個島式月台，兩個出入口。

### 車站樓層
| 地上 三樓                  |                                      |
| 1號月台                    | ← 紅線 往小港方向（岡山車站）        |
| 島式月台，左邊車門將會開啟 |                                      |
| 2號月台                    | 紅線 往南路竹方向（本洲產業園區站）→ |

| 地上 二樓 | 穿堂層 | 車站大廳、服務台、自動售票機、驗票閘門 |

| 地面   |
| 出入口 |

## 歷史
- 2016年12月5日：岡山路竹延伸線「大湖—岡山」段國家發展委員會審核通過。

### 預定時程
- 2027年：預定隨著岡山路竹延伸線「大湖—岡山」段正式通車而啟用。